# Svenska mästerskapen i boule
Svenska mästerskapen i boule har arrangerats sedan 1978. Första tävlingen hölls i Bara och hade 150 deltagare. Som mest har tävlingen haft 2500 deltagare i början av 2000-talet. 2016 deltog ungefär 1750 spelare.

## Discipliner och klasser
Svenska Mästerskapen i boule (Boule-SM) spelas i flera klasser och discipliner. 
| Disciplin             | Klass                         | Arrangemang      |
| --------------------- | ----------------------------- | ---------------- |
| Singel (s)            | Ö, D, V55, V65, V75, J och YJ | Boule-SM         |
| Dubbel (d)            | Ö, D, V55, V65, V76, J och YJ | Boule-SM         |
| Trippel (t)           | Ö, D, V55, V65, V75, J och YJ | Boule-SM         |
| Mixed dubbel (mxd)    | Ö, V55, V65, V75, J och YJ    | Boule-SM         |
| Mixed trippel (mxt)   | Ö, V55, V65, V75 och J        | Boule-SM         |
| Generationstrippel    |                               | Boule-SM         |
| Precisionsskytte      | Ö, D, V55 och J               | SM-Veckan sommar |
| Mixed-SM för klubblag | Ö                             | SM-veckan vinter |

## Mästerskap

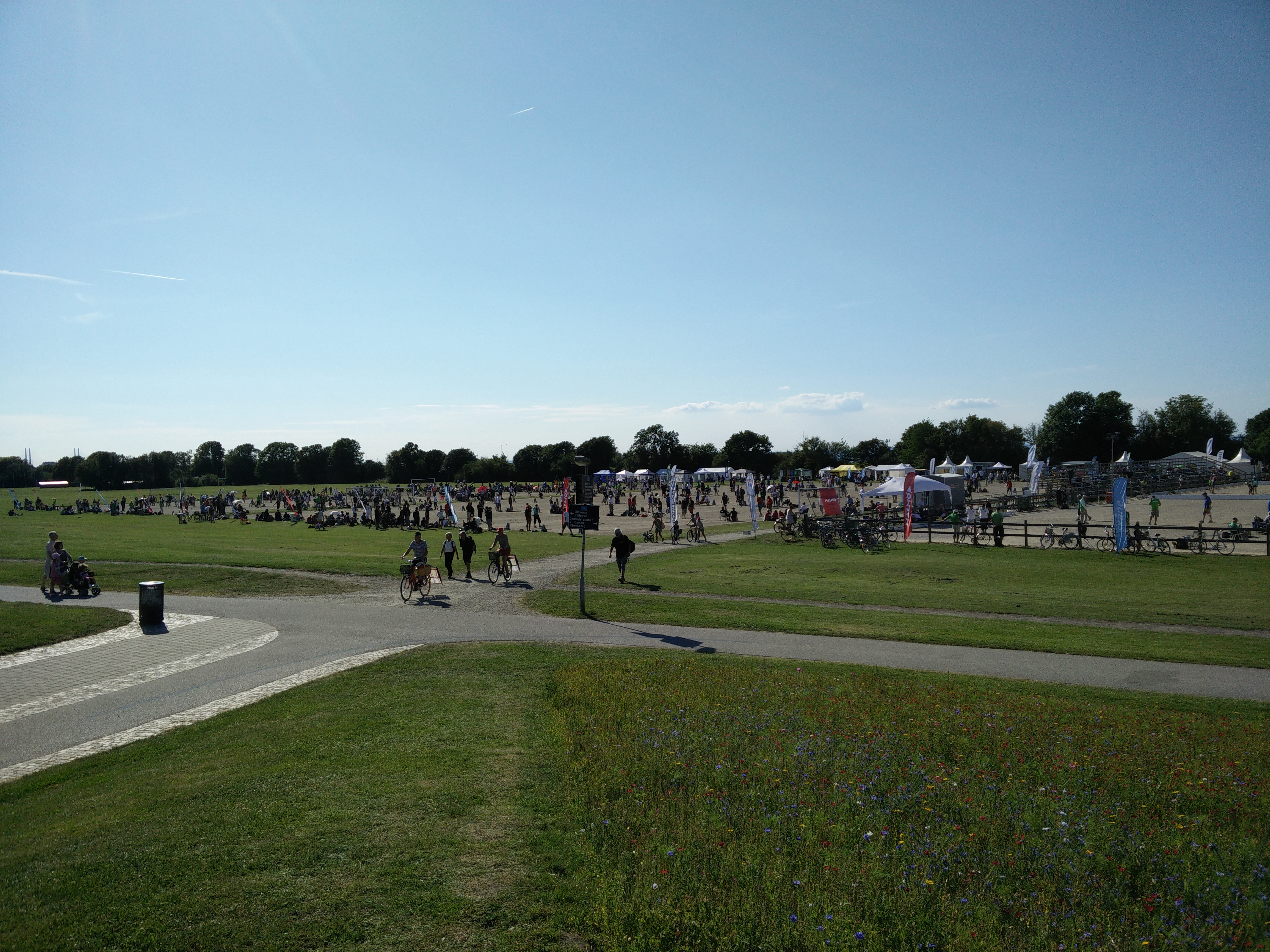
Del av boule-SM 2016.

På följande orter har SM arrangerats:
| År   | Plats                           |
| ---- | ------------------------------- |
| 1978 | Bara                            |
| 1979 | Gävle                           |
| 1980 | Malmö                           |
| 1981 | Gävle                           |
| 1982 | Skara                           |
| 1983 | Halmstad                        |
| 1984 | Göteborg                        |
| 1985 | Halmstad                        |
| 1986 | Stockholm                       |
| 1987 | Malmö                           |
| 1988 | Göteborg                        |
| 1989 | Motala                          |
| 1990 | Halmstad                        |
| 1991 | Kullabygden                     |
| 1992 | Växjö                           |
| 1993 | Motala                          |
| 1994 | Boden                           |
| 1995 | Halmstad                        |
| 1996 | Borås                           |
| 1997 | Stockholm                       |
| 1998 | Göteborg                        |
| 1999 | Motala                          |
| 2000 | Boden                           |
| 2001 | Skövde                          |
| 2002 | Göteborg                        |
| 2003 | Göteborg                        |
| 2004 | Göteborg                        |
| 2005 | Göteborg                        |
| 2006 | Eskilstuna                      |
| 2007 | Eskilstuna                      |
| 2008 | Borås                           |
| 2009 | Växjö                           |
| 2010 | Falun                           |
| 2011 | Uppsala                         |
| 2012 | Skövde                          |
| 2013 | Falun                           |
| 2014 | Växjö                           |
| 2015 | Uppsala                         |
| 2016 | Malmö                           |
| 2017 | Vetlanda                        |
| 2018 | Karlstad                        |
| 2019 | Linköping                       |
| 2020 | Inställt                        |
| 2021 | 8 kval med slutspel i Jönköping |
| 2022 | Jönköping                       |
| 2023 | Kalmar                          |
| 2024 | Lund                            |
| 2025 | Gävle                           |
| 2026 | Göteborg                        |